# ELTE Origó Nyelvi Centrum
Az ELTE ITK 2016 óta változatlan tevékenységi körrel ELTE Origó Nyelvi Centrum néven működik tovább. https://www.onyc.hu/
A két fő tevékenységi körrel – nyelvoktatás és nyelvvizsgáztatás – rendelkező ELTE Idegennyelvi Továbbképző Központ (ITK) – közismert nevén: „Rigó utca” – 1967. szeptember elsejével kezdte meg működését, mint az Eötvös Loránd Tudományegyetem szakmai felügyelete alatt álló önálló intézmény. Ugyanebben az esztendőben az állami nyelvvizsgák rendszerét szabályozó miniszteri rendelet hozta létre az Állami Nyelvvizsga Bizottságot (ÁNYB), melyet az ITK működtetett.
Az ITK tevékenységének homlokterében kezdetben az oktatás állt, 5 nyelvből szervezett tanfolyamokat érettségivel rendelkező felnőtt hallgatók számára. Az évek során az állami nyelvvizsgák iránt egyre nőtt az érdeklődés: 1967-ben még csak 5591 vizsgázó tett vizsgát 6 nyelvből, 1997-ben már 52 nyelvből lehetett választani, és a vizsgák száma elérte a 104 000-et. Az igazán dinamikus növekedés a 90-es évek elején volt megfigyelhető, amikor a korábbi szinte egyetlen privilégium, a nyelvvizsgapótlék újabb előnyökkel bővült (többletpontszám az egyetemi felvételinél).
A nyelvvizsgázók számának dinamikus növekedésével párhuzamosan megkezdődött az ITK regionális terjeszkedése, s így az 1980-as évektől kezdve a Rigó utcai központon kívül már számos más helyen is – elsősorban a nagyobb magyarországi egyetemeken és a vidéki TIT-központokban – le lehetett tenni az ORIGÓ nyelvvizsgát.
2000. január elsejétől az újonnan jelentkező vizsgázók állami helyett már csak államilag elismert nyelvvizsgát tehettek a Nyelvvizsgát Akkreditáló Testület (NYAT) által akkreditált nyelvvizsgaközpontban vagy vizsgahelyein. 2000 februárjában – elsőként az országban – az ITK teljesítette az akkreditáció feltételeit, s ennek következtében a NYAT akkreditálta az ITK „ORIGÓ” nyelvvizsgarendszerét angol, arab, beás (cigány), bolgár, cseh, dán, eszperantó, finn, francia, héber, horvát, japán, kínai, latin, lengyel, lovári (cigány), német, olasz, orosz, ógörög, portugál, román, spanyol, svéd, szerb, szlovák, szlovén, török, újgörög nyelvből nyelvre kétnyelvű vizsgaként, valamint a „magyar mint idegen nyelv” egynyelvű vizsgát.
A megszűnt Állami Nyelvvizsga Bizottság feladatkörét 2000-től az ITK igazgatója által működtetett Országos Nyelvvizsga Tanács (ONYT) vette át.
Az akkreditált vizsgahely-hálózat időközben jelentősen kibővült, a vizsgahelyek száma folyamatosan változik, jelenleg száz körül van. Ennek megfelelően nőtt a vizsgáztatók száma is, jelenleg a nyelvvizsgáztatás feladatait mintegy 1000 szakember bevonásával biztosítja a vizsgaközpont. Az ITK nyelvvizsgáztatási tevékenysége jelentős elismerésben részesült, amikor az Európai Nyelvvizsgáztatók Szövetsége (ALTE) Magyarországról egyedül tagjává fogadta.
Az Idegennyelvi Továbbképző Központ 2005. január 1-jével integrálódott az Eötvös Loránd Tudományegyetem szervezetébe, és azon belül a rektor alá rendelt önálló intézetként folytatta tevékenységét. Ettől az évtől fogva az ITK általános nyelvi képzést – elsősorban nyelvvizsga-előkészítő tanfolyamokat – szervez az ELTE hallgatói számára.